# Mundolingue
 (avril 2021).
Si vous disposez d'ouvrages ou d'articles de référence ou si vous connaissez des sites web de qualité traitant du thème abordé ici, merci de compléter l'article en donnant les références utiles à sa vérifiabilité et en les liant à la section « Notes et références ».
La Mundolingue, qui fut aussi nommée MundoLingue, Mundo Lingue et Mondolingue, est une langue construite à vocation internationale proposée en 1890 par l'ex-volapükiste autrichien Julius Lott (1845-1905). C'est le premier projet de langue construite naturaliste, qui voulait combiner la plus grande naturalité et la plus grande régularité. Avec le Latino sine flexione il est une des sources de l'Occidental et de l'Interlingua. Lott commença à travailler à son projet en 1888, il est donc fort possible qu'il ne connaissait pas l'espéranto.
Exemple: Amabil amico, Con grand satisfaction mi ha lect tei letter de mundolingue. Le possibilita de un universal lingue pro le civilisat nations ne esse dubitabil, nam noi ha tot elements pro un tal lingue in nostri lingues, sciences, et cetera.
Traduction : « Cher ami, c'est avec une grande satisfaction que j'ai lu tes lettres en mundolingue. La possibilité d'une langue universelle pour les nations civilisées ne peut être mise en doute, car nous avons tous les éléments pour une telle langue dans nos langues, nos sciences, etc ».

## Morphologie
1. l'adjectif est invariable ;
2. Le substantif ne varie qu'au pluriel (-s) ;
3. Les pronoms personnels sont : mi (je), tu (tu), elo (il), ela (elle), noi (nous), voi (vous), elos (ils), elas (elles) ;
4. Adjectifs possessifs : mei (mon), tei (ton), sei(son), nostri (notre), vostri (votre);
5. Conjonctions : ergo (donc), quia (que), etsi (bien que), ut (pour que, que), usque (jusqu'à ce que);
6. Changements irréguliers dans le radical des mots : vider - vision (voir/vision), scriber-scriptor (écrire/écrivain), mover - motion (mouvoir/mouvement);
7. Nombres (1-10): un, du, tri, quar, quin, sex, sept, oct, nove, dece;